# Artakama
Artakama (altgriechisch Ἀρτακάμα)  war eine im 4. Jahrhundert v. Chr. lebende persische Adlige und die zweite Gattin des späteren ägyptischen Königs Ptolemaios I.
Sie war eine Tochter des persischen Aristokraten Artabazos II. und damit eine Urenkelin des Großkönigs Artaxerxes II. In den erhaltenen Quellen wird nicht angegeben, wer ihre Mutter war, doch könnte diese mit der einzig bekannten Gattin Artabazos’ II., einer Schwester der rhodischen Feldherren Memnon und Mentor, identisch sein. Vielleicht geriet Artakama Ende 333 v. Chr., nach der Schlacht bei Issos, im Zuge der Besetzung des persischen Lagers bei Damaskus durch die Makedonen in die Gefangenschaft Alexanders des Großen, wie dies auch der Familie Dareios III.’ und weiteren vornehmen Perserinnen widerfuhr. Im Frühjahr 324 v. Chr. heiratete Artakama im Rahmen der Massenhochzeit von Susa Ptolemaios, einen General und Freund Alexanders. Kinder aus dieser Eheverbindung sind nicht bekannt. Möglicherweise wurde Artakama nach Alexanders Tod von Ptolemaios verstoßen. Ihr weiteres Schicksal ist nicht überliefert.